# Іванів (Хмільницький район)
Іва́нів (пол. Janów; до 1946 містечко Янів) — село в Україні, у Іванівській сільській громаді Хмільницького району Вінницької області. Населення 4087 осіб. Проживають українці, поляки, роми. Залізнична станція на території села має назву Холоневська.

## Назва
7 червня 1946 р. містечко Янів Калинівського району переіменовано в Іванів.

## Археологічні дані
Між Івановом і Гущинцями в давнину був острів на р. Пд. Буг (р. Бог), де за переказами був замок. З правої сторони річки — урочище Янівці, в ньому — Замчище, тут, за переказами, був город Янів. Біля с. Іванів ідентифіковано:
- поселення черняхівської культури з фрагментами некрополя (урочище Острів);
- поселення черняхівської культури на північній околиці села;
- два кургани скіфського періоду на північ від села;
- елементи давньослов'янських поселень на території сучасного с. Іванів

## Історія
Іванів — давнє поселення на Поділлі. На думку відомого краєзнавця-історика В. Отамановського село Іванів належить до найдавніших поселень у басейні р. Снивода. Його історія почалася ще з домонгольських часів, тобто до 13 ст. Навколо села є кілька давньослов'янських городищ.
Першу письмова згадка датується 15 ст., це так званий період Ягайлончиків в історії Великого князівства Литовського (ВКЛ).
Місцевість біля с. Іванів, побережжя р. Сниводи в напрямку до с. Уланів — ймовірне місце легендарної «Синьоводської битви». У 1362 році князь ВКЛ Ольгерд розбив татарське військо, приєднавши землі Київщини та Поділля до своєї держави. У багатьох середньовічних документах Снивода названа «Синьою водою».
У середині 16 ст. с. Янів успадкував зем'янин київської землі Гнівош Стрижовський (Кішка), він був також власником с. Стрижавка. У Вінницькому замку була укріплена садиба власників с. Янів — «Городня Янівська». У ревізії Вінницького замку за 1545 рік згадується с. Янів, яке належало родині Аксаків (родичі Г. Стрижовського). У с. Янів разом із населенням Стрижавки нараховувалося 90 ос. Біля с. Янів проходив кордон між Великим князівством Литовським та Королівством Польським.
У 1569 році після Люблінської унії Янів увійшов до складу Королівства Польського, міждержавний кордон зник, що дало поштовх для торгово-економічного розвитку.
На північ від с. Янів проходив «Чорний шлях» — давній торговий шлях, яким водночас татари користувалися для здійснення загарбницьких набігів.
1 березня 1578 року Г. Стрижовський отримав від польського короля С. Баторія грамоту на заснування в с. Янів містечка. Тут мали проводитись ярмарки та базари, діяти корчми та шинки. Також мав бути збудований замок. Ця грамота поклала початок ратушному самоуправлінню містечка. На картах Боплана 1648—1650 р. с. Янів — Juniow, слобода Ianow.

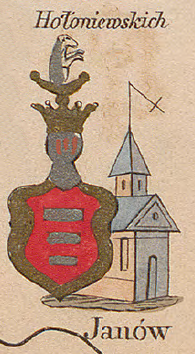
Янів на мапі Зигмунда Герстмана

На початку 18 століття власником Янова став Ян Мишка-Холоневський. Незабаром Янів стало родовим гніздом роду Холоневських та центром Янівського ключа їхніх володінь. Адам Холоневський на підвалинах старої фортеці збудував наприкінці 18 ст. палац. Така архітектурна система отримала назву «Палац в замку». Всередині житлового комплексу, вздовж коридору, який ішов біля зовнішньої стіни були влаштовані вікна-бійниці. Навколо палацу відновлено та зведено чотири захисні вежі. Замок Холоневських знаменитий своєю бібліотекою, на жаль вона втрачена під час військових протистоянь у 1919 році. Окремі книги з цього зібрання за екслібрисами можна ідентифікувати у Національній бібліотеці України ім. В. І. Вернадського. Родинний архів Холоневських мав цінні листи Адама Міцкевича до ксьондза Станіслава Холоневського. Бібліотека також мала багато стародруків з філософії та теології. Вона займала окремий третій поверх палацу. У 1919 році Андрій Холоневський передав книгозбірню уряду УНР для потреб Кам'янець-Подільського університету. Під час транспортування вагонів з книгами, в розпал епідемії тифу книгозбірня була втрачена на станції Жмеринка.
1775 року в місті було 135 осель і 146 — на передмісті.
Після поділу Речі Посполитої Австрією, Прусією, Росією маєтки Холоневських опинилися на території Австрії та Росії. Австрійський імператор надав представникам роду Холоневських титул графа Священної Римської імперії (герб «Корчак» зберігався).
20 листопада 1781 Янів відвідав король Станіслав Август Понятовський, містечко тоді належало Рафаїлу Мишці. Рафаїл Мишка — учасник Торговицької конфедерації, кавалер ордену Орла Білого та Св. Станіслава. Він мешкав у Яневі, який потім успадкував його син Станіслав — відомий священик, доктор теології, літератор. Він помер і був похований у сімейній усипальниці в Яневі. Нею слугувало підземелля костелу Непорочного Зачаття Діви Марії. Костел та прилеглий до нього монастир-бернардинів збудований за кошти сім'ї Холоневських у кінці 18 ст. на початку 19 ст. Монастир, закритий серед інших, у 1832 р. після Листопадового повстання указом імператора Миколи І. У будівлі монастиря у 20-х р.р. 19 ст. діяла друкарня, що заснував Костянтин Количев. Тут друкувались книги для старообрядців та Віленського університету.
З Яневом пов'язані прізвища відомих літераторів. Німецький поет З.Вернер у 1816—1819 р.р. гостював у С.Холоневського, польський поет С. Вітвіцький народився та провів раннє дитинство в м. Янів. Ян Непомуцен Потоцький (письменник і мандрівник), що мешкав у сусідньому селі Уладівка був старшим товаришем С. Холоневського.
1833 року в місті Янові було 230 осель і 1300 мешканців.
У 1900—1902 р.р. через м. Янів прокладено дві гілки вузькоколійної залізниці. Вона сполучала Бердичів, Янів, Семки (Війтівецький цукровий завод), Калинівку. Збудовано будівлі залізничного вокзалу, паровозного депо, мости, інженерні комунікації. Станція дістала назву Холоневська.
У 1912 році завершено будівництво міністерського двохкласного училища (школи). Автором проекту був відомий архітектор Григорій Артинов.
У липні 1919 року мешканці Янова доєдналися до Пиківського антибільшовицького повстання. Комендантом Янева було призначено вчителя Володимира Гречину. Повстанці були розбиті біля Калинівки діями більшовицької армії, яку артилерійським вогнем підтримали гармати бронепоїзда. З поля бою поранених вивезли працівники станції Холоневська Максим Підлуцький, Григорій Башта, Семен Пилипенко. Вони викрали паровоз з кількома вагонами та евакуювали повстанців до с. Уладівка. У 1930-х роках залізничники репресовані. Володимир Гречина загинув в Дієвій армії УНР, потрапив в полон та закатований більшовиками у 1919 році.
У 1921 році в лісовому масиві біля м. Янів діяли повстанські антибільшовицькі загони під командуванням «Орла» (Яків Гальчевський), Якова Шепеля, Харлампія «Пугача»-Кравченка.
У 20-ті роки містечко Янів за національним складом населення було типовим для цієї категорії населених пунктів. Тут проживало (дані за 1929 р.) 6481 мешканець, з них: українців — 4570, поляків — 240, євреїв — 619, росіян — 47, білорусів — 5. Мешканці займались, головним чином, кустарно-ремісничими промислами та землеробством, діяв цілий ряд кооперативів та артілей. Частина населення працювали на залізничній станції Холоневська. В адміністративному плані Янів був поділений на містечкову і сільську ради, входив спочатку до Пиківського району, а з його реорганізацією — до Калинівського.
22 червня 2023 року рішенням Національної комісії зі стандартів державної мови віднесено до списку населених пунктів, які «можуть не відповідати лексичним нормам української мови», зокрема стосуватися «російської імперської чи колоніальної політики». Громаді рекомендовано обґрунтувати доцільність збереження поточної назви або запропонувати нову назву в установленому законодавством порядку.

## Економіка
- Калинівська філія ПрАТ «Зернопродукт МХП»
- Фермерське господарство «Янівське»[4]
- ТОВ «Термінус»
- ТОВ «Діваріо»

## Пам'ятки
- Церква
- Замок графа Холоневського — зараз це Іванівська спеціальна загальноосвітня школа-інтернат. До нашого часу збереглися три квадратні вежі та палац, виконаний у бароковому стилі (відреставрував у XVIII ст. граф Адам Мишка-Холоневський)
- Костел непорочного зачаття Діви Марії (17 ст.) до якого примикає монастир св. Бернардинів, заснувала дружина Адама Саломея 1780 року.
- Комплекс споруд залізничної станції «Холоневська». Рух на новій ділянці було відкрито 20 липня 1901 року.

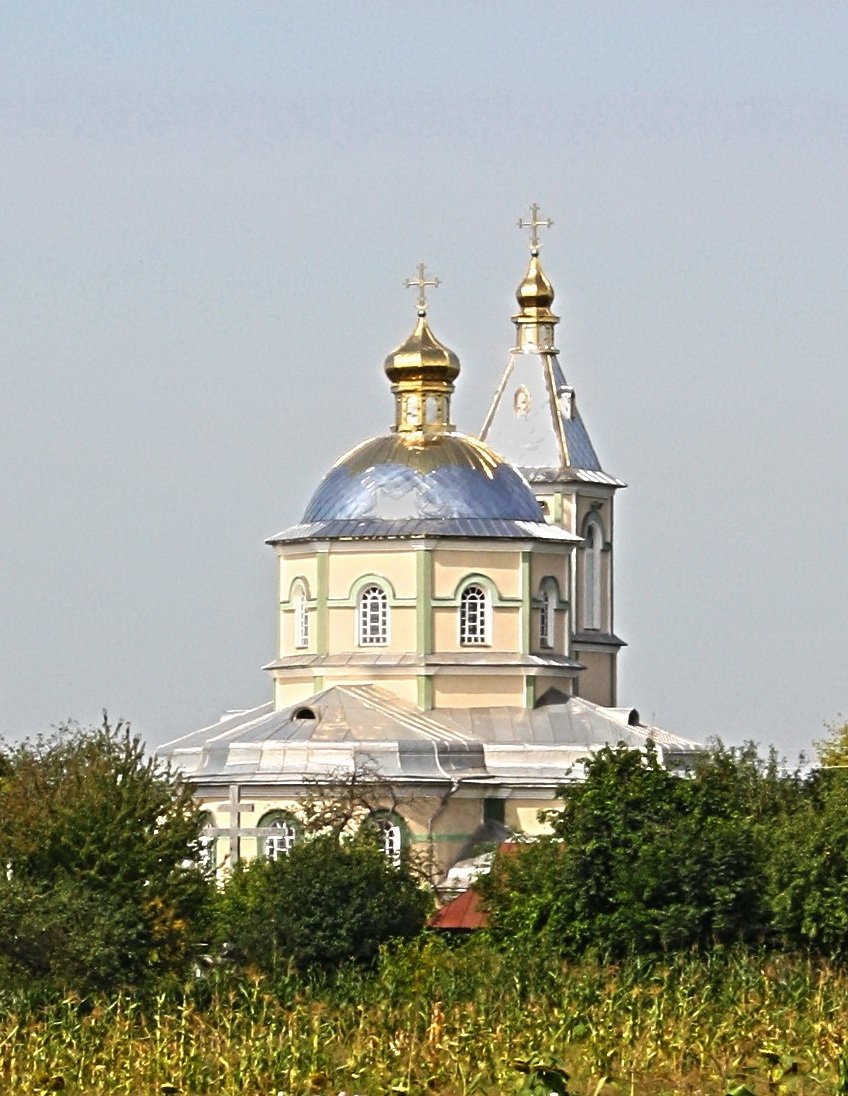
Православна церква
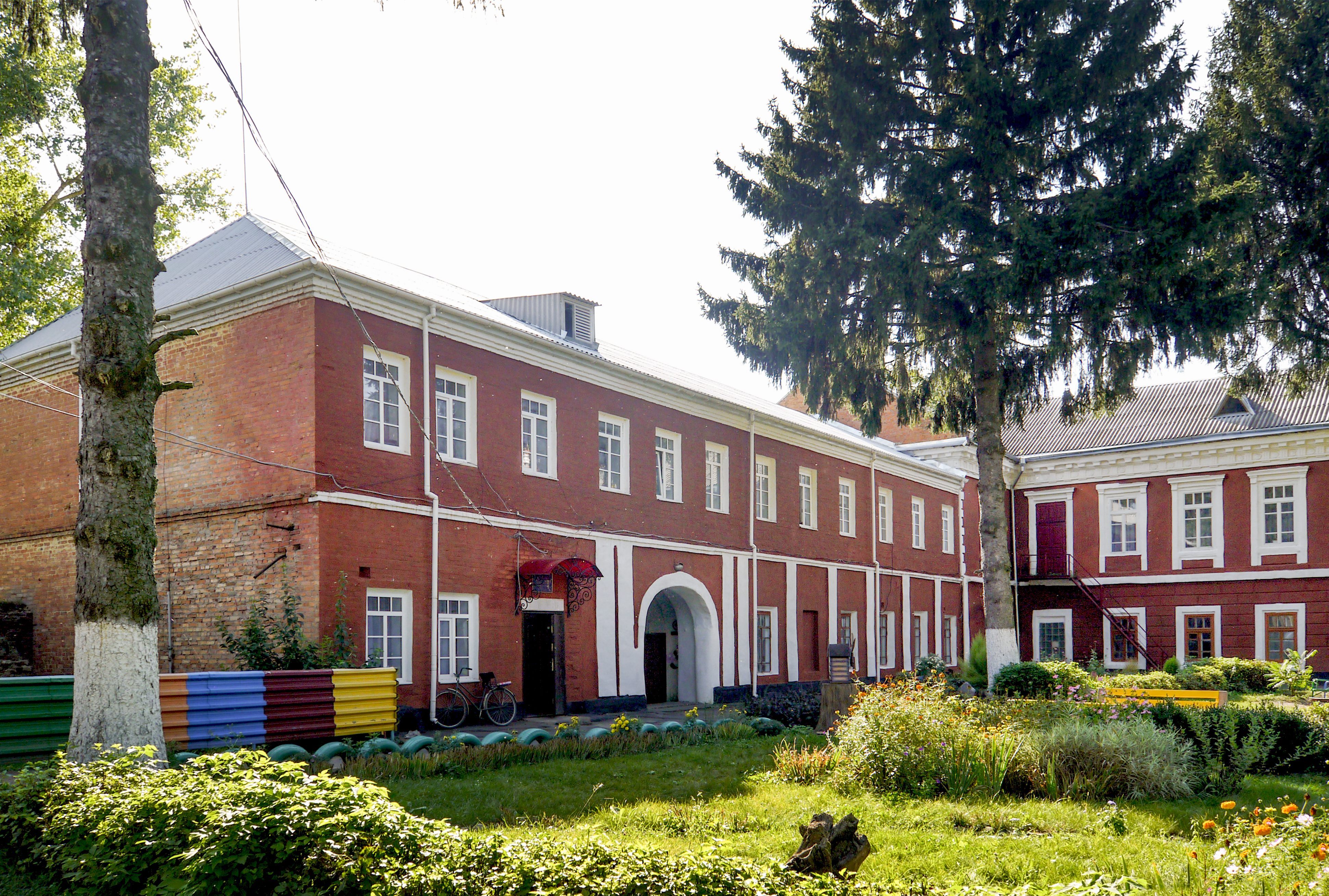
Палац
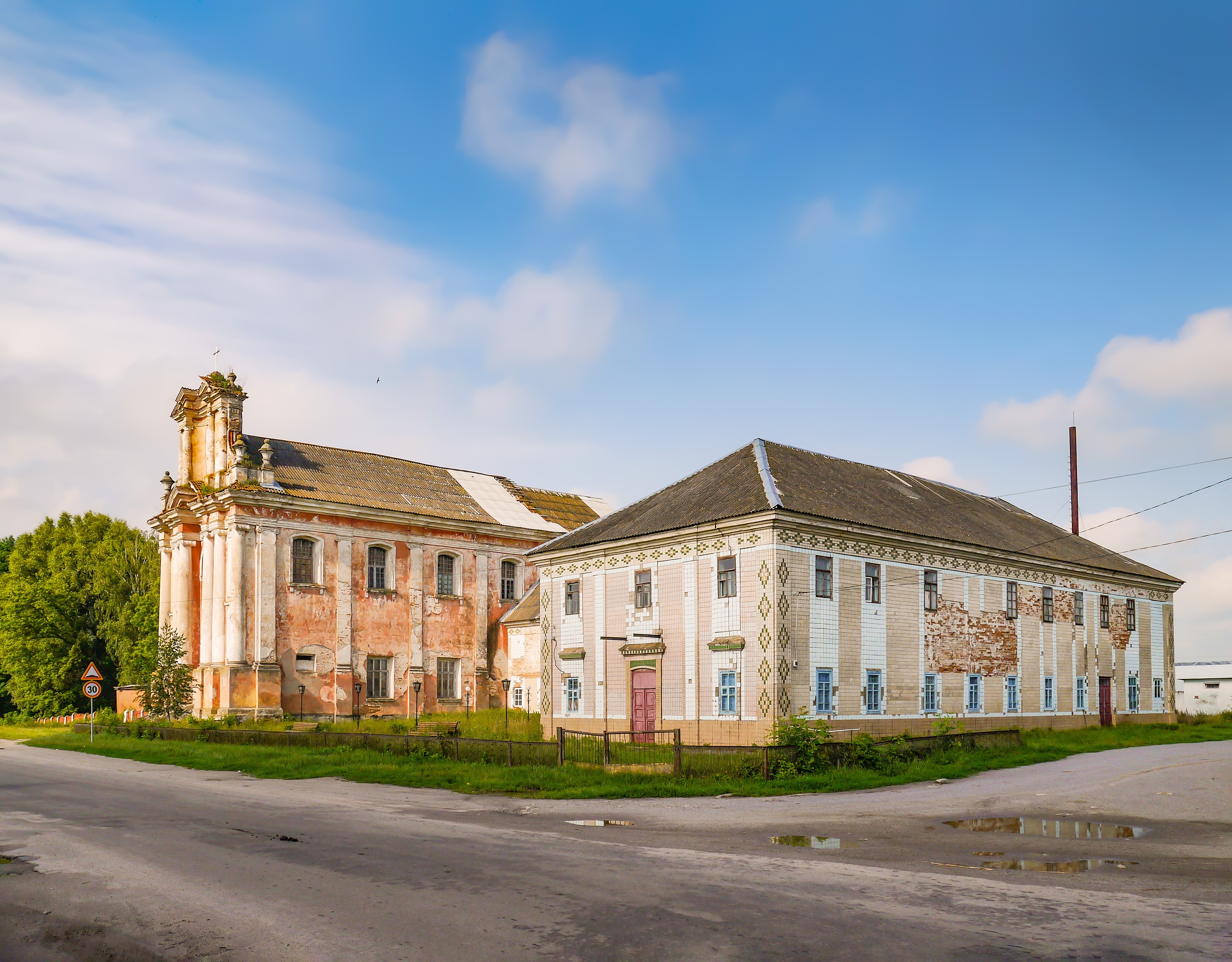
Монастир бернардинів - Келії
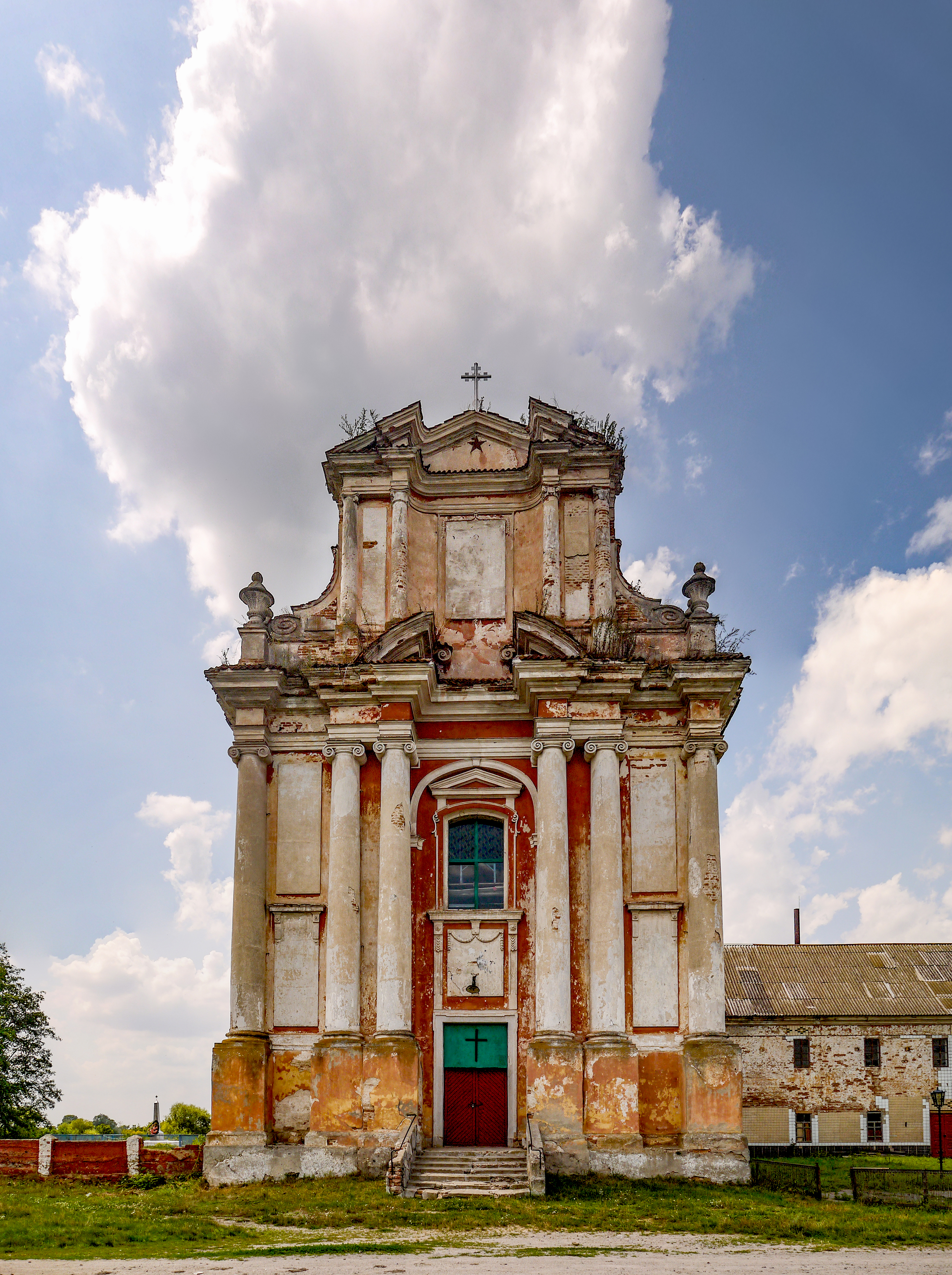
Костел непорочного зачаття Діви Марії
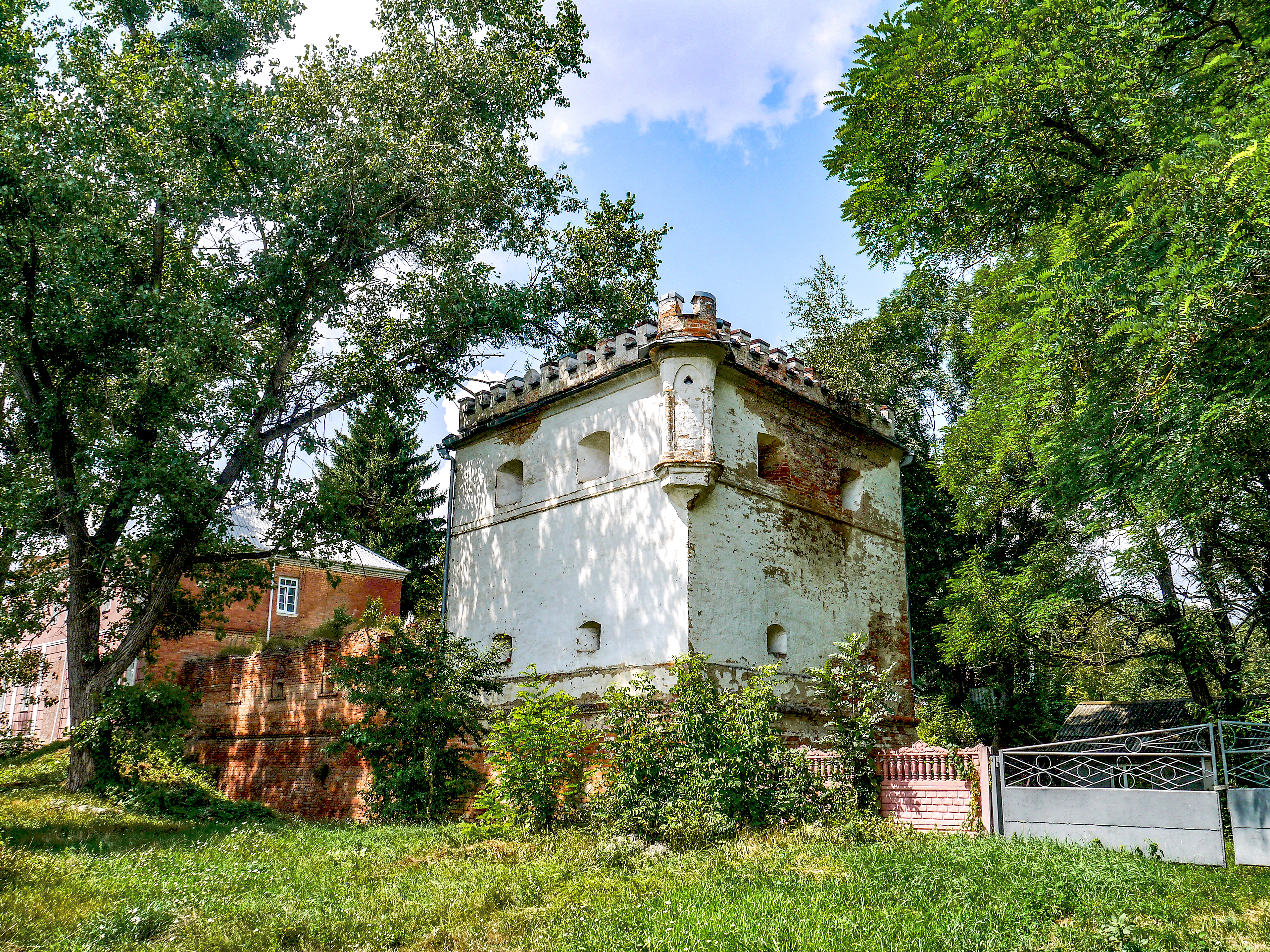
Одна з оборонних веж

## Люди
У селі жив Довгалюк Андрій — український лірник XIX століття.

### Народилися
- Глушко Олександр Васильович (1994—2022) — підполковник Збройних сил України, командир механізованого батальйону 24-ої окремої механізованої бригади, учасник російсько-української війни.Лицар ордена Богдана Хмельницького III ступеня.
- Олег Чорногуз — письменник, журналіст, редактор журналів «Перець» та «ВУС».
- Станіслав Мишка-Холоневський (1791—1846) — літератор, др. теології, власник замку, похований в Іванові.
- Стефан Витвицький (1801—1848 Рим) — поет.
- Березінський Віталій Костянтинович — поет.
- Постернак В'ячеслав Костянтинович — художник.

Станіслав Мишка-Холоневський
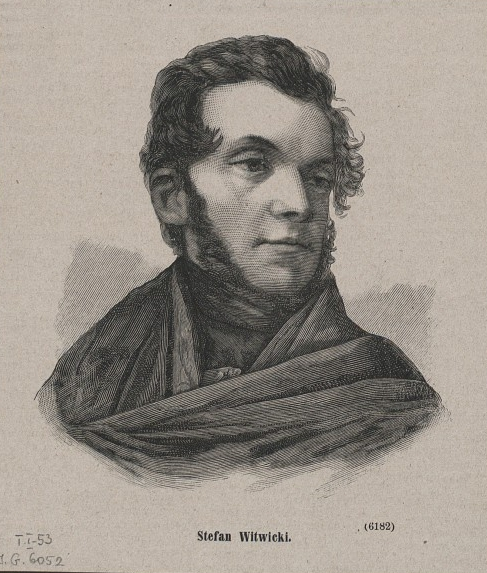
Стефан Витвицький